# Gerard I van de Gulikgouw
Gerard I van de Gulikgouw (overleden rond 1029) was in de 11e eeuw graaf van de Gulikgouw. Hij wordt beschouwd als de stichter van het huis Gulik.

## Levensloop
Gerard I zou een afstammeling zijn geweest van Godfried van Gulik, paltsgraaf van Lotharingen. Begin 11e eeuw was hij graaf van de Gulikgouw, dat zich uitstrekte van de Maas tot de Rijn en grensde aan het aartsbisdom Keulen, het hertogdom Gelre, het hertogdom Limburg en het keurvorstendom Trier.
Met zijn onbekend gebleven echtgenote had hij een zoon Everhard. Na zijn dood in 1029 werd Gerard I als graaf van de Gulikgouw opgevolgd door zijn kleinzoon Gerard II, omdat zijn zoon reeds was overleden.